# ماثيو رايت (صحفي)
ماثيو رايت (بالإنجليزية: Matthew Wright)‏ هو صحفي بريطاني، ولد في 8 يوليو 1965 في كرويدون في المملكة المتحدة.

## وصلات خارجية
- ماثيو رايت على موقع IMDb (الإنجليزية)
- ماثيو رايت على موقع ميوزك برينز (الإنجليزية)
- ماثيو رايت على موقع قاعدة بيانات الفيلم (الإنجليزية)